# Альберт Пінтат Сантоларія
Альберт Пинтат Сантолария (кат. Albert Pintat Santolària, нар. 23 червня 1943) — прем'єр-міністр Андорри з 30 березня 2005 до 5 червня 2009 року.

## Біографія
Закінчив університет Фрібура (Швейцарія) за фахом економіка у 1967 році. Член Ліберальної партії Андорри, посол у різних країнах, а також при ООН. У 1997—2001 роках — міністр закордонних справ Андорри.